# Vitaliano Donati
Vitaliano Donati (Padova, 8 settembre 1717 – Oceano Indiano, 26 febbraio 1762) è stato un medico, archeologo e botanico italiano.

## Biografia
Studiò medicina e filosofia nello studium di Padova, conseguendo il dottorato il 10 giugno 1739. I suoi interessi si orientarono poi verso le scienze naturali e l'Archeologia.
Fu incaricato da papa Benedetto XIV, insieme a Giovanni Poleni (di cui era assistente), di raccogliere reperti utili per allestire il nascente museo di storia naturale dell'Università La Sapienza di Roma.
La sua esperienza di viaggio nella zona della costa adriatica, durante il quale studiò anche la flora e la fauna dei luoghi visitati, culminò nel 1745 con la pubblicazione del saggio Della storia naturale marina dell'Adriatico che venne tradotto in molte lingue e rese il suo nome noto in tutta Europa.
Nel 1750 gli vennero affidate dal re Carlo Emanuele III di Savoia le cattedre di botanica e di storia naturale dell'Università di Torino. Qui si occupò anche della direzione dell'Orto botanico dell'università (dal 1750 fino alla sua morte), contribuendo ad aumentare notevolmente il numero di specie floristiche grazie agli esemplari raccolti nei numerosi viaggi esplorativi sia in territorio piemontese sia all'estero.
Durante questi viaggi si occupò anche di mineralogia e geologia, eseguendo ricerche sui terremoti, sul clima e sui giacimenti minerari in Piemonte, orientate alla conoscenza delle risorse locali e ad un loro eventuale sfruttamento economico.
Nel 1751, su incarico di Carlo Emanuele III, partì per un in viaggio nei ducati di Savoia e Aosta, finalizzato allo studio delle risorse minerarie delle due regioni per mapparne i giacimenti e gli impianti di estrazione.
La natura eclettica dello studioso emerse anche in questo caso: nella sua relazione del viaggio egli riportò, infatti, anche molte informazioni etnografiche e di geografia umana, fornendo un importante quadro della realtà delle popolazioni alpine del XVIII secolo.

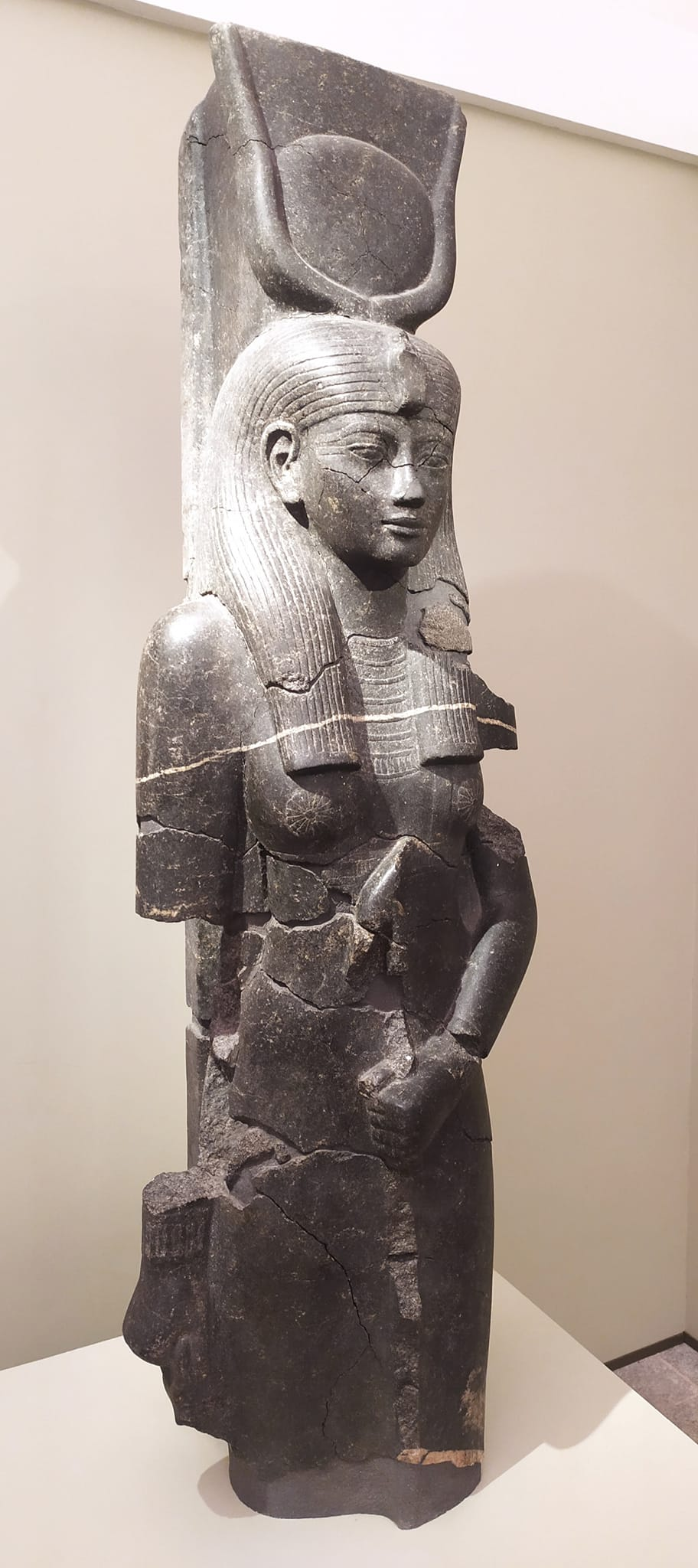
La statua della divinità femminile soprannominata "Iside di Copto", rinvenuta da Vitaliano Donati e conservata al Museo Egizio di Torino

Nel giugno del 1759, sempre incaricato da Carlo Emanuele III, partì da Venezia per intraprendere una spedizione in Egitto e nelle Indie Orientali con scopi scientifici e commerciali.
Tale spedizione era finalizzata sia alla raccolta di reperti archeologici (oggetti antichi, mummie e manoscritti) per allestire il Museo della Regia Università (primo nucleo del futuro Museo Egizio di Torino), sia all'osservazione delle tecniche di coltivazione agricola e di allevamento del bestiame e dei processi di estrazione dei minerali. In Egitto Donati recuperò una statua di divinità femminile (Iside, forse trovata a Coptos), e per questo chiamata Iside di Copto, e due a Karnak raffiguranti la dea Sekhmet e un sovrano.
Donati risalì una parte del corso del Nilo e proseguì verso la Siria. Da qui si spostò in Palestina e infine in Arabia, da dove si imbarcò per l'India.
Morì nel febbraio del 1762 su una nave turca, mentre si stava dirigendo verso Goa, e fu sepolto a Mangalore.
Il Comune di Torino gli ha intitolato una via, nel quartiere Centro.

## Opere

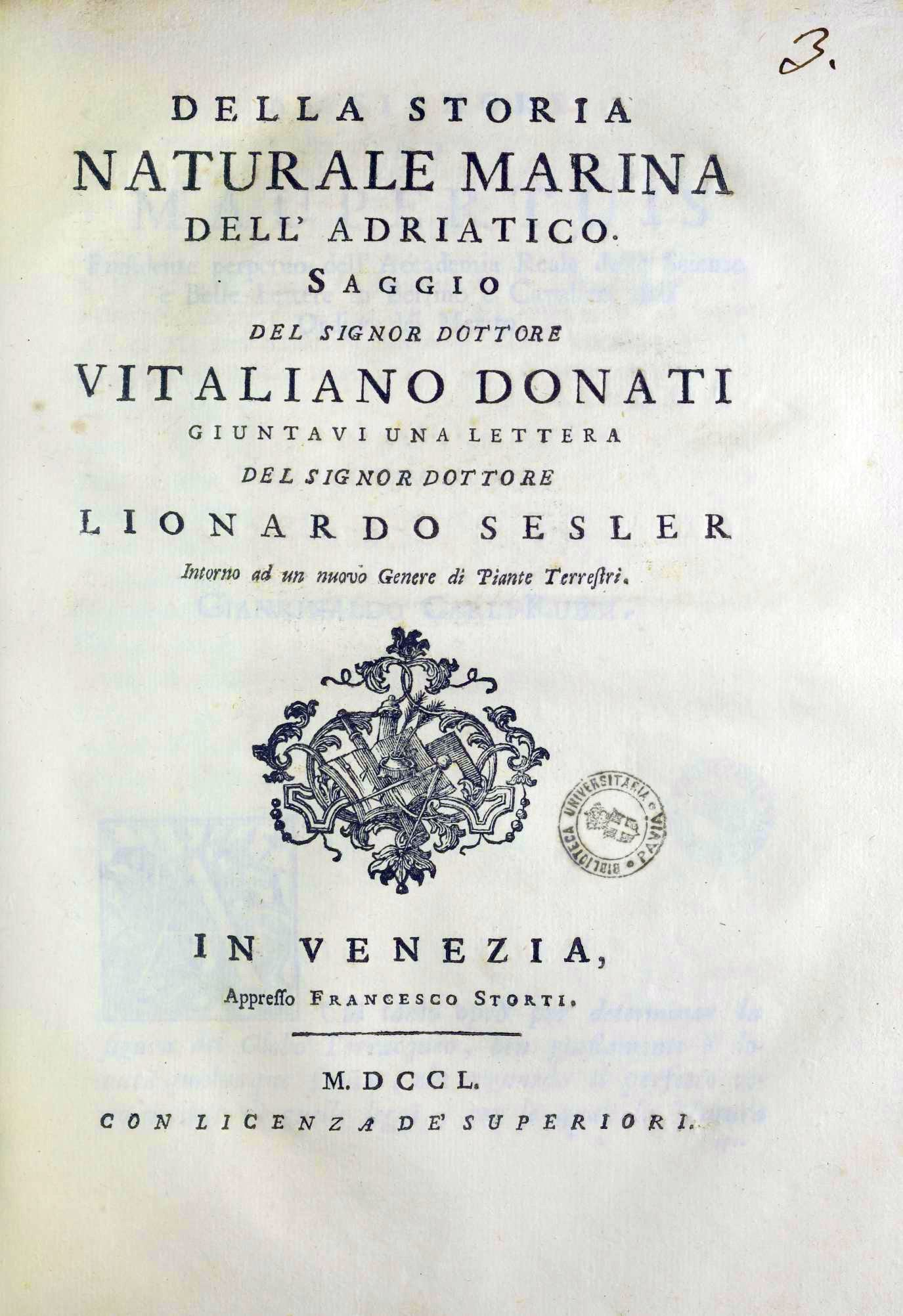
Della storia naturale marina dell'Adriatico, 1750

- Della storia naturale marina dell'Adriatico (1745).
- Della storia naturale marina dell'Adriatico, Venezia, Francesco Storti (2.), 1750.
- Viaggio mineralogico nelle Alpi occidentali di Vitaliano Donati a cura di Giuse Scalva, ed. Editrice Compositori per l'Istituto Nazionale per la Ricerca sulla Montagna di Roma (INRM). Pubblicato nel 2001, è la relazione mai pubblicata del viaggio tra le Alpi occidentali, intrapreso da Donati nel 1751.

### Fonti
- Torino Scienza: scheda su Vitaliano Donati, su torinoscienza.it. URL consultato il 31 marzo 2013 (archiviato dall'url originale il 15 agosto 2011).